# Borgata Gay
Borgata Gay is een plaats (frazione) in de Italiaanse gemeente Prarostino.